# Joseph Bruyère
Joseph Bruyère (* 5. Oktober 1948 in Maastricht, Niederlande) ist ein ehemaliger belgischer Radrennfahrer.

## Karriere
Als Amateur siegte Bruyère in den Eintagesrennen Flèche Ardennaise und Grand Prix de Genève 1969.
Bruyère wurde 1970 Profi bei Faemino-Faema, der damaligen Mannschaft von Eddy Merckx und blieb bis zu dessen Karriereende 1978 dessen Teamkollege.
Neben dem Gewinn einer Etappe der Tour de France 1972 und einer Etappe des Giro d’Italia 1976 ragen in seiner Karriere die Siege bei der belgischen Saisoneröffnung Omloop Het Volk 1974, 1975, 1980 und beim Klassiker Lüttich–Bastogne–Lüttich in den Jahren 1976 vor Freddy Maertens und Frans Verbeeck und 1978 vor Dietrich Thurau und Francesco Moser heraus.
Außerdem siegte Bruyère 1972 mit seiner Mannschaft Molteni bei zwei Abschnitten und der der Gesamtwertung der Cronostaffetta, die er auch 1973 gewann. 1975 gewann er die Gesamtwertung der Mittelmeer-Rundfahrt und eine Etappe der Katalanischen Woche. 1976 gewann er das Eintagesrennen Druivenkoers-Overijse und 1977 wiederum eine Etappe der Katalanischen Woche. 1978 siegte er in der Tour du Condroz. Beim Klassiker Mailand–Sanremo wurde er 1971 und 1975 jeweils Fünfter.
Sechsmal startete Bruyère bei der Tour de France und war als Helfer 1970, 1971, 1972 und 1974 an vier der fünf Tour-Siegen von Merckx beteiligt. 1974 trug er außerdem vier Tage lang das Gelbe Trikot und bei seiner letzten Teilnahme 1978, die er auf dem vierten Platz in der Gesamtwertung beendete, acht Tage lang.
Viermal nahm Bruyère am Giro d’Italia teil, bei drei seiner Teilnahmen (1972, 1973 und 1974) unterstützte er seinem Kapitän Merckx bei dessen drei Gesamtsiegen. Bei seiner einzigen Vuelta-a-España-Teilnahme im Jahr 1973 war er ebenfalls Teil des Aufgebots um den Gesamtsieger Merckx.
Nach Ablauf der Saison 1980 beendete Bruyère seine Radsportkarriere.

## Wichtige Platzierungen
| Grand Tour            | 1970 | 1971 | 1972 | 1973 | 1974 | 1975 | 1976 | 1977 | 1978 |
| --------------------- | ---- | ---- | ---- | ---- | ---- | ---- | ---- | ---- | ---- |
| Vuelta a EspañaVuelta | –    | –    | –    | 30   | –    | –    | –    | –    | –    |
| Giro d’ItaliaGiro     | –    | –    | 21   | 53   | 52   | –    | 26   | –    | –    |
| Tour de FranceTour    | 24   | 60   | 26   | –    | 21   | –    | –    | DNF  | 4    |

| Monument                 | 1970 | 1971 | 1972 | 1973 | 1974 | 1975 | 1976 | 1977 | 1978 |
| ------------------------ | ---- | ---- | ---- | ---- | ---- | ---- | ---- | ---- | ---- |
| Mailand–Sanremo          | 91   | 5    | –    | –    | 26   | 5    | –    | –    | –    |
| Flandern-Rundfahrt       | –    | 74   | –    | –    | –    | –    | –    | –    | –    |
| Paris–Roubaix            | –    | 15   | –    | –    | –    | –    | –    | –    | –    |
| Lüttich–Bastogne–Lüttich | 19   | 7    | –    | 18   | –    | –    | 1    | 10   | 1    |
| Lombardei-Rundfahrt      | –    | –    | –    | –    | –    | –    | –    | –    | –    |